# وحدة تتبع نظام تحديد المواقع

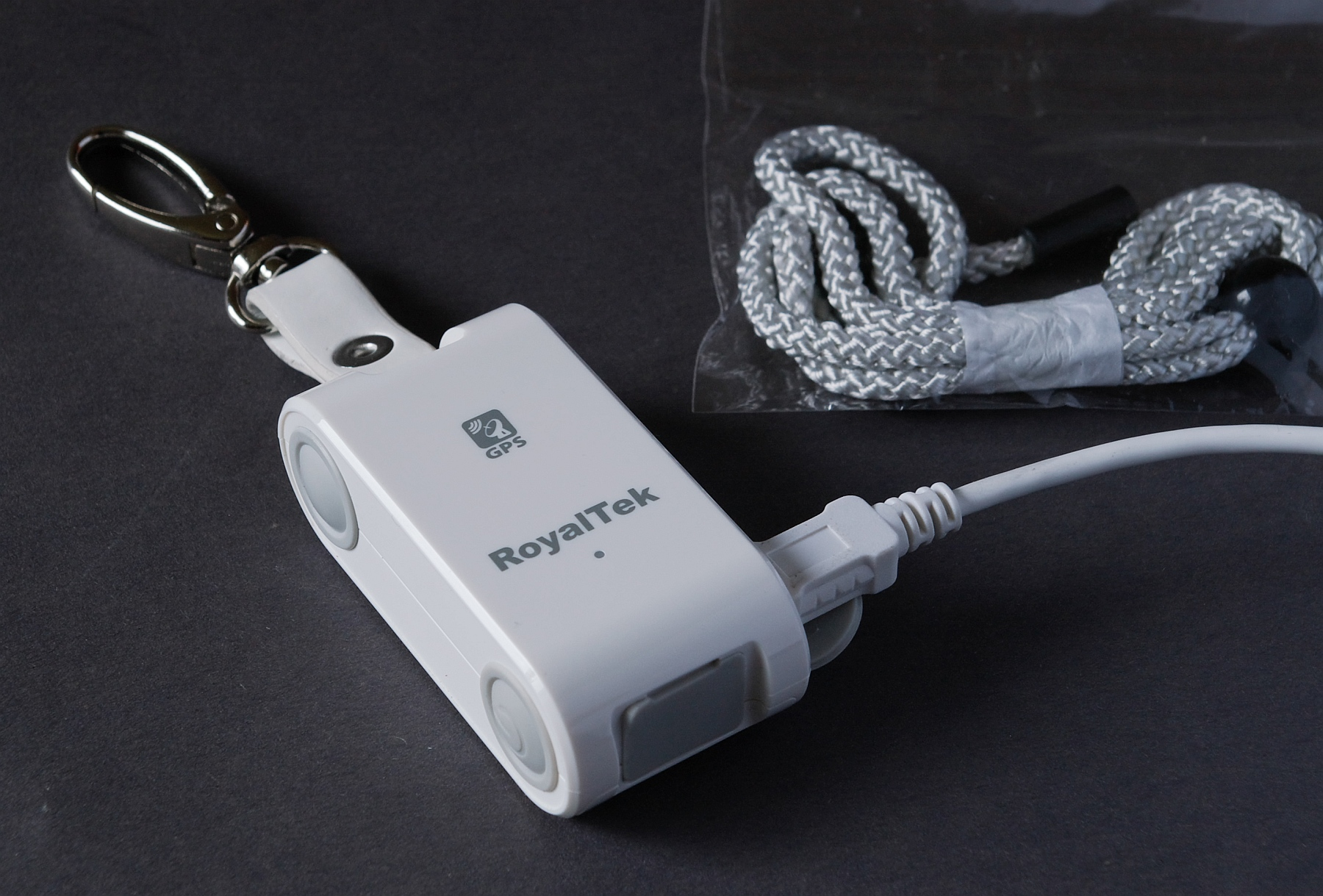

وحدة تتبع نظام تحديد المواقع هي جهاز ملاحة يتم حمله عادة بواسطة مركبة متحركة أو شخص أو حيوان يستخدم نظام تحديد المواقع العالمي لتتبع حركات الجهاز معين  وتحديد موقعه. يمكن تخزين بيانات الموقع المسجلة إما داخل وحدة التتبع أو إرسالها إلى جهاز متصل بالإنترنت باستخدام المودم الخلوي أو الراديو أو مودم القمر الصناعي الذي يوجد في  وحدة التخزين. يتيح ذلك إمكانية عرض الموقع على خلفية خريطة إما في الوقت الفعلي أو عند تحليل المسار لاحقًا، باستخدام برنامج تتبع نظام تحديد المواقع. يتوفر برنامج تتبع البيانات في الهواتف  الذكية المزودة بإمكانية تحديد تتبع المواقع.
وحدة تتبع نظام تحديد المواقع:
يحتوي نظام تحديد المواقع العالمي بشكل أساسي على وحدة تتبع المواقع  تستقبل إشارة من نظام تحديد المواقع  وتحسب الإحداثيات بالنسبة لمسجلات البيانات، ويحتوي على ذاكرة كبيرة لتخزين الإحداثيات. يحتوي دافعوا البيانات بالإضافة إلى ذلك على مودم لخطوط الطول والنظام العالمي للهاتف وحزم البيانات العامة  لنقل هذه المعلومات إلى جهاز كمبيوتر مركزي إما عن طريق الرسائل القصيرة أو في شكل حزم بيانات. ستعمل وحدات تتبع المواقع المستندة إلى القمر الصناعي في أي مكان في العالم باستخدام تكنولوجيا الأقمار الصناعية مثل  أوالنجم العالمي لأنها  لا تتطلب اتصال من هاتف خلوي.
الأنواع: فيما يلي ثلاثة أنواع من متعقبات تحديد المواقع على الرغم من أن معظم الهواتف المزودة بنظام تحديد المواقع العالمي يمكن أن تعمل في أي من هذه الأوضاع وفقًا لتطبيقات الهاتف المحمول المثبتة. تقوم أجهزة تسجيل تحديد المواقع بتسجيل موقع الجهاز على فترات منتظمة في ذاكرته الداخلية. قد يكون المسجلون تحديد المواقع العالمية إما فتحة لبطاقة ذاكرة أو بطاقة ذاكرة فلاش داخلية ومنفذ. يعمل البعض كمحرك أقراص فلاش، والذي يسمح بتنزيل بيانات سجل التتبع لمزيد من التحليل للكمبيوتر. قد تكون قائمة المسارات أو قائمة الاهتمامات بتنسيق تبادل التصميم أو  الالكترونيات البحرية الوطنية أو لغة ترميز ثقب المفتاح أو أي تنسيق آخر. وفر معظم الكاميرات الرقمية وقت التقاط الصورة. شريطة أن تكون ساعة الكاميرا دقيقة بشكل معقول أو أن تستخدم نظام تتبع المواقع كمصدر زمني لها، يمكن ربط هذه المرة ببيانات سجل وحدة تتبع المواقع لتوفير موقع دقيق. يمكن إضافة هذا إلى البيانات الوصفية في ملف الصورة. يمكن للكاميرات المزودة بجهاز استقبال  تحديد المواقع الجغرافية. ان بعض حالات التحقيق الخاصة، وتستخدم قطع الاشجار لتتبع السيارة المستهدفة. لا يحتاج المحقق الخاص إلى متابعة الهدف عن كثب  عندما يتوفر مصدر دائم  لنسخ احتياطي للبيانات.
الأشخاص الذين يملكون البيانات:
متتبعوا  البيانات هو النوع الأكثر شيوعًا لوحدة تتبع نظام تحديد المواقع العالمي المستخدمة في تعقب الأصول والتتبع الشخصي  وأنظمة تتبع المركبات. المعروف أيضًا باسم «منارة تتبع المواقع»، يدفع هذا النوع من الأجهزة (أي «يرسل»)، على فترات منتظمة، إلى موضع الجهاز بالإضافة إلى معلومات أخرى مثل السرعة أو تحديد  خادم محدد يمكنه تخزين وتحليل البيانات على الفور. يوجد جهاز ملاحة على متعقب تحديد المواقع وهاتف محمول جنبًا إلى جنب في نفس المربع، يعملان بنفس البطارية. على فترات منتظمة، يرسل الهاتف رسالة نصية عبر الرسائل القصيرة  تحتوي على البيانات من جهاز استقبال لمتعقب المواقع. يمكن للهواتف الذكية الأحدث التي تعمل بنظام  متعقب المواقع والتي تقوم بتشغيل برنامج تتبع المواقع أن تحول الهاتف إلى جهاز (أو مسجل) بيانات. اعتبارًا من عام 2009، تتوفر تطبيقات مفتوحة المصدر وتلك الخاصة للهواتف الشائعة التي تدعم نظام الجافا والايفون والاندرويد وبرامج الويندوز. توفر معظم أجهزة تتبع نظام تحديد المواقع العالمي في القرن الحادي والعشرين تقنية «الدفع» للبيانات، مما يتيح تتبع نظام تحديد المواقع العالمي المتطور في بيانات  العمل، وخاصة المؤسسات التي تستخدم قوة عاملة متنقلة، مثل الأسطول التجاري. تحتوي أنظمة تتبع  المواقع النموذجية المستخدمة في إدارة الأسطول التجاري على جزأين أساسيين: أجهزة الموقع (أو جهاز التتبع) وبرنامج التتبع. يشار إلى هذه المجموعة غالبًا باسم نظام تحديد موقع السيارة تلقائيًا. غالبًا ما يتم تثبيت جهاز التعقب في المركبة، وهو متصل بـ شبكة التحكم ومفتاح نظام الإشعال والبطارية. يسمح بجمع البيانات الإضافية، والتي يتم نقلها لاحقًا إلى خادم تتبع المواقع. ويكون  متاح للعرض في معظم الحالات عبر موقع ويب يتم الوصول إليه عبر الإنترنت، حيث يمكن عرض نشاط الأسطول بشكل مباشر أو تاريخيًا باستخدام الخرائط والتقارير الرقمية. غالبًا ما يتم تكوين أنظمة تتبع المواقع المستخدمة في الأساطيل التجارية لنقل بيانات إدخال الموقع والقياس بمعدل تحديث محدد أو عند قيام حدث (فتح / غلق الباب، تشغيل / إيقاف تشغيل المعدات، عبور الحدود الجغرافية) بتشغيل الوحدة لإرسال البيانات. يشير تتبع نظام تحديد المواقع العالمي المستخدم في الأساطيل التجارية عمومًا إلى الأنظمة التي يتم تحديثها بانتظام في فترات زمنية مدتها دقيقة واحدة أو دقيقتان أو خمس دقائق أثناء تشغيل حالة الإشعال. تجمع بعض أنظمة التتبع التحديثات الموقوتة مع تغييرات العنوان التي تم تشغيلها. يتم استخدام حلول تتبع نظام تحديد المواقع العالمي مثل Telematics 2.0، وهي تقنية تكنولوجيا المعلومات القائمة على إنترنت الأشياء لصناعة السيارات، من قبل شركات التأمين على السيارات التجارية الرئيسية.
تشمل تطبيقات بتتبع هذا النوع ما يلي:
نظام تتبع المواقع الشخصية:
إنفاذ القانون: قد يضطر المشتبه في القبض على المشتبه عليه  بكفالة إلى ارتداء جهاز تعقب نظام تحديد المواقع العالمي وعادةً ما يكون مراقب الكاحل، كشرط للكفالة. يمكن أيضًا طلب تتبع المواقع  للأشخاص الخاضعين لأمر تقييدي.
التحكم في السباقات: في بعض الألعاب الرياضية، مثل التزلج، يتعين على المشاركين حمل متتبع. على وجه الخصوص، يسمح ذلك لمسؤولي السباق بمعرفة ما إذا كان المشاركون يخونون، ويتخذون اختصارات غير متوقعة، ومدى تميزهم. تم توضيح هذا الاستخدام في فيلم رات ريس.
التجسس / المراقبة: تعقب على شخص أو مركبة يسمح لتتبع الحركات. يستخدم هذا التطبيق من قبل محققين خاصين.
تتبع المركبات: يستخدم بعض الأشخاص أجهزة تتبع المواقع لمراقبة نشاط المركبة الخاصة بهم، خاصة في حالة استخدام سيارة من قبل صديق أو أحد أفراد أسرته.
تُستخدم أجهزة التتبع الشخصية لنظام تحديد المواقع العالمي في رعاية المسنين والضعفاء، ويمكن استخدامها لتتبع الأطفال الصغار الذين قد يتعرضون للخطر. يمكن لبعض الأجهزة إرسال تنبيهات نصية إلى مقدمي الرعاية إذا كان مرتديها ينتقل إلى مكان غير متوقع. تسمح بعض الأجهزة للمستخدمين بالاتصال للحصول على المساعدة، وتسمح  لمقدمي الرعاية المعينين بتحديد موقع المستخدم، عادةً في غضون خمسة إلى عشرة أمتار. استخدامها يساعد على تعزيز العيش المستقل والإدماج الاجتماعي للمسنين. غالبًا ما تتضمن الأجهزة الاتصال الصوتي أحادي الاتجاه أو ثنائي الاتجاه. تسمح بعض الأجهزة أيضًا للمستخدم بالاتصال بعدة أرقام هواتف باستخدام أزرار الطلب السريع المبرمجة مسبقًا. تجرى تجارب باستخدام أجهزة التتبع الشخصية لنظام تحديد المواقع العالمي  لمن يعانون من الزهايمر في مرحلة مبكرة في العديد من البلدان. يتم توفير الاتصالات النصية والصوتية عادةً عن طريق الاتصال الهاتفي المحمول، ولكن أجهزة تتبع المواقع العالمية متاحة لاستخدام الاتصالات الأقمار الصناعية، وهي متاحة دائمًا حتى لو كانت خارج نطاق الهاتف المحمول. 
ام بعض رواد الإنترنت بإنشاء صفحات الويب الشخصية الخاصة بهم والتي تعرض موقعهم  باستمرار وفي الوقت الفعلي على خريطة من خلال موقعهم على الويب. وعادة ما تستخدم هذه البيانات من الهاتف الخليوي تمكين متعقب البيانات أو تعقب  الأجهزة الشخصية.
الرياضة: يمكن تتبع حركات المتجول، راكب الدراجة الهوائية، وما إلى ذلك من خلال   تسجيل إحصائيات مثل السرعة الحظية ومتوسط المسافة  المقطوعة.
الأنشطة الرياضية: توفر أجهزة تتبع نظام تحديد المواقع العالمي بتحديد مكان الشخص على وجه الخصوص ويسمح هذا لموظفي الإنقاذ بتحديد موقع الناقل. تتيح هذه الأجهزة أيضًا للناقل إرسال رسائل وتنبيهات للطوارئ، حتى عندما يكون خارج نطاق الهاتف الخلوي.
العاملين في  المراقبة: تُستخدم أجهزة التتبع التي يتم التعامل معها بواسطة نظام تحديد المواقع العالمي مع هاتف محمول مدمج لمراقبة الموظفين من قِبل العديد من الشركات  خاصة تلك العاملة في مجال العمل الميداني.
تتبع الأصول:
التي تعمل بالطاقة الشمسية: تتمثل ميزة بعض الوحدات التي تعمل بالطاقة الشمسية في أن لديها طاقة أكبر بكثير على المدى الطويل من الوحدات التي تعمل بالبطاريات. هذا يمنحهم ميزة الإبلاغ عن وضعهم وحالتهم في كثير من الأحيان أكثر من وحدات البطارية التي تحتاج إلى الحفاظ على الطاقة لإطالة حياتهم. يمكن لبعض الوحدات اللاسلكية التي تعمل بالطاقة الشمسية والإبلاغ عن أكثر من 20000 مرة سنويًا والعمل إلى أجل غير مسمى على الطاقة الشمسية، مما يلغي الحاجة إلى تغيير البطاريات.
تعمل بالطاقة البطارية: أجهزة تتبع الأصول في كثير من الأحيان للحفاظ على عمر البطارية عن طريق الإبلاغ  في كثير من الأحيان أقل من نظيراتها التي تعمل بالطاقة السيارة.
التحكم في الحيوانات:  عند وضع الجهاز  على حيوان برّي (على سبيل المثال في طوق)، يسمح للعلماء بدراسة أنشطة الحيوان وأنماط هجرته. تحدد أجهزة إرسال الغرس المهبلية المكان الذي تلد فيه إناث . يمكن أيضًا وضع أطواق تتبع الحيوانات الأليفة لتحديد موقعها في حالة ضياعها